# Zorro et les Trois Mousquetaires
Pour plus de détails, voir Fiche technique et Distribution.
Zorro et les Trois Mousquetaires (Zorro e i tre moschettieri) est un film d'aventures italien de 1963 réalisé par Luigi Capuano avec Gordon Scott dans le rôle de Zorro,,.
Le film voit le héros de Johnston McCulley affronter les Mousquetaires d'Alexandre Dumas.

## Synopsis
Au XVIIe siècle, la France et l'Espagne sont en guerre et se disputent une forteresse dans les Pyrénées. Isabella, princesse espagnole, est faite prisonnière par les Français. En contact avec un traître espagnol, le Cardinal de Richelieu tente de l'échanger contre les plans de la forteresse mais Zorro se rend en France pour sauver Isabella. Il devra affronter les trois Mousquetaires qui gardent la princesse.

## Fiche technique
- Titre original : Zorro e i tre moschettieri
- Titre français : Zorro et les Trois Mousquetaires
- Titre anglais ou international : Zorro and the Three Musketeers ou Mask of the Musketeers
- Réalisation : Luigi Capuano
- Assistant-réalisateur : Gianfranco Baldanello
- Scénario : Roberto Gianviti et Italo De Tuddo, d'après une histoire de Fernando Felicioni
- Direction artistique : Alfredo Montori
- Assistant du directeur artistique : Giuseppe Ranieri
- Décors : Antonio Fratalocchi
- Costumes : Elio Micheli
- Maquillages : Duilio Scarozza
- Coiffures : Marcella Favella
- Photographie : Carlo Bellero
- Son : Raffaele Del Monte, Mario Del Pezzo
- Cadreur : Mario Sensi
- Montage : Antonietta Zita
- Musique : Carlo Savina
- Maître d'armes : Franco Fantasia
- Production : Marino Vacca
- Société(s) de production : Alta Vista et Jonia Film
- Pays d’origine :  Italie
- Langue originale : italien
- Format : couleurs (Pathécolor) — 35 mm — 2.35 : 1 (Totalscope) — son mono
- Genre : film d'aventures, action, comédie
- Durée : 100 minutes
- Dates de sortie :
  -  Italie : 14 février 1963

Source : 

## Distribution
- Gordon Scott (VF : Jean-Claude Michel[5]) : Zorro
- José Greci : Isabella
- Giacomo Rossi Stuart : Athos
- Livio Lorenzon  (VF : Louis Arbessier) : Porthos
- Roberto Risso  (VF : Pierre Collet) : Aramis
- Nazzareno Zamperla : D'Artagnan
- Franco Fantasia  (VF : Michel Gatineau) : Comte de Séville
- Nerio Bernardi  (VF : Fernand Fabre) : Cardinal de Richelieu
- Gianni Rizzo  (VF : Albert Medina) : Roi Philip
- Grazia Maria Spina  (VF : Joelle Janin) : Manuela
- Mario Pisu  (VF : Georges Atlas) : Comte de Tequel
- Ignazio Leone  (VF : Henri Djanik) : Sancho
- Giuseppe Addobbati  (VF : Pierre Leproux) : Un capitaine

## Accueil
Lors de sa sortie, un critique dira : « Le film est mené rondement et les scènes mouvementées y sont assez nombreuses pour qu’on n’ait guère le loisir d’analyser ».
La même année sortira un deuxième crossover entre Zorro et un autre héros. Cette fois avec Maciste, un héros de péplum dans Maciste contre Zorro réalisé par Umberto Lenzi.

## Autour du film
Cette idée de rencontre entre Zorro et les Mousquetaires sera reprise dans la série Zorro de 1990. Dans les deux derniers épisodes de la saison 2, Un pour tous et tous pour un (partie 1 et 2), Zorro vivra une aventure avec les descendants des Mousquetaires de Dumas.